# Roberto Santos (político)
Roberto Figueira Santos (Salvador, 15 de setembro de 1926 — Salvador, 9 de fevereiro de 2021), mais conhecido simplesmente como Roberto Santos, foi um médico, professor universitário e político brasileiro que ocupou o cargo de governador da Bahia entre 1975 e 1979. Foi também reitor da Universidade Federal da Bahia, entre 1967 e 1971, e ministro da Saúde, durante o governo de José Sarney, entre 1986 e 1987, participando da redemocratização.

## Biografia

### Médico e professor
Filho de Edgard Santos, o patrono da Universidade Federal da Bahia, e de Carmem Figueira Santos, formou-se em medicina pela instituição que seu pai havia organizado, fundado e sido o primeiro a ocupar o cargo de Reitor em 1949 e, já em 1951, tornou-se professor titular da instituição.
Nos EUA, especializou-se em clínica médica, em uma temporada nas universidades de Cornell, Michigan e Harvard (1950-1953); a seguir, foi à Grã-Bretanha, onde se especializou em medicina experimental pela Universidade de Cambridge (1954-1955).
De volta ao Brasil, prosseguiu atuando na medicina e no ensino superior até ser nomeado secretário de Saúde do estado da Bahia, durante os primeiros meses do governo Luiz Viana Filho, cargo do qual abdicou ao ser nomeado reitor da UFBA (1967-1971), ocupando a mesma posição que anos antes fora exercida pelo seu pai Edgard Santos, o Magnífico Reitor.
Entre 1968 e 1972 foi presidente da Associação Brasileira de Educação Médica (ABEM) e presidente do Conselho Federal de Educação de 1971 a 1974, ocupando também um assento no Conselho de Ensino Superior das Repúblicas Americanas em Nova Iorque, de 1968 a 1975.

### Governador da Bahia
Sua primeira filiação partidária aconteceu em 1974, quando ingressou na ARENA, sendo indicado para o governo da Bahia num interregno temporal compreendido entre os dois primeiros mandatos de Antônio Carlos Magalhães, que tencionava indicar Clériston Andrade para o cargo, costura política abortada por determinação do governo federal.
Findo o bipartidarismo, abrigou-se no PP (Partido Popular), fundado pelo senador Tancredo Neves, como uma alternativa capaz de reunir os setores moderados tanto da ARENA quanto do MDB. Com a incorporação do PP ao PMDB, aprovada em convenção nacional realizada em 20 de dezembro de 1981 e logo ratificada pelo Tribunal Superior Eleitoral em 2 de março de 1982, Roberto Santos ingressou no PMDB, sendo derrotado por João Durval Carneiro na disputa pelo governo da Bahia em 1982.
Ao longo do governo Sarney foi presidente do Conselho Nacional de Desenvolvimento Científico e Tecnológico (CNPq) no período 1985/1986, ministro da Saúde entre 14 de fevereiro de 1986 e 22 de outubro de 1987, e representante do Brasil no Conselho Diretor da Organização Mundial da Saúde (OMS) em Genebra, Suíça, de 1987 a 1990.
Candidato ao governo da Bahia em 1990, foi novamente derrotado, desta vez por Antônio Carlos Magalhães. Anos mais tarde, deixou o PMDB e foi para o PSDB, sendo eleito deputado federal em 1994, mesmo ano em que se aposentou de suas atividades na Universidade Federal da Bahia.

### Outras informações
Roberto Santos publicou mais de quarenta obras, dentre as quais Educação médica nos trópicos, O ensino médico no Brasil e A pesquisa médica no Brasil. É presidente de honra da Academia de Ciências da Bahia e foi membro da Academia Baiana de Letras e da Academia Nacional de Medicina.

## Governo da Bahia
Ao tomar posse a 15 de março de 1975, Roberto Santos pronunciou em seu discurso:
"Por todo o extenso caminho percorrido, senti então a confiança inabalável do povo baiano na figura do eminente estadista e presidente Ernesto Geisel, assim como a adesão convicta da mesma gente aos princípios da Revolução de março de 1964, sobre as quais se baseiam as diretrizes político-partidárias da Aliança Renovadora Nacional."
Como representante do regime militar, seu governo foi composto pelas forças formadoras da ARENA. Conquanto tenha se iniciado ainda sob os ventos do chamado "milagre econômico", experimentou os drásticos cortes orçamentários decorrentes das sucessivas crises financeiras do período.
Em seu governo, Roberto Santos implantou os chamados Centros Sociais Urbanos (CSUs), num total de 33 em todo o estado. Esses centros, de cunho declaradamente assistencialista, objetivavam atender às populações de baixa renda. Ainda existentes na estrutura administrativa, entretanto, os CSUs não desenvolvem, atualmente, qualquer papel relevante para as políticas sociais.
O grande marco da administração de Roberto Santos foi a construção, em Salvador, do Centro de Convenções da Bahia, dotando a cidade de um moderno local de eventos. A grande atenção dada a Salvador rendeu aos governadores desse período o epíteto de "prefeitos da capital". Nesse mesmo diapasão localista, implantou-se ali o Projeto URBIS, voltado à construção de casas populares na cidade.
Roberto Santos nomeou o professor Edvaldo Brito prefeito da capital, sendo este aclamado, à época, como o primeiro negro a ocupar tal posto, justo na cidade com maior percentual de afro-descendentes do país. Edvaldo Brito viria, depois, a disputar eleição para o cargo, sem sucesso. Após transferir-se para São Paulo, foi secretário do prefeito Celso Pitta).
Na área de educação, a administração de Roberto Santos celebrou a construção de três mil salas de aula no estado. O secretário era Carlos Sant'Anna, que foi ministro da Saude e depois ministro da Educação no governo José Sarney.

## Morte
Roberto morreu em 9 de fevereiro de 2021, aos 94 anos de idade, em Salvador.